# Final Lap
Final Lap (ファイナルラップ Fainaru Rappu?) es un videojuego de carreras producido por Namco, y fue lanzado por Atari Games en Estados Unidos en 1987. Es el primer juego que corre a cargo de la compañía System 2 hardware, y es uno de los creadas de juegos de Namco: Pole Position (1982-1983).